# Two Guns White Calf
Two Guns White Calf (Fort Benton, Montana, 1872-Browning, Montana 1934) fou el fill del darrer cabdill dels pikuni, membres de la confederació blackfoot. White Calf es convertí al catolicisme, i esdevingué famós perquè la seva efígie fou usada per a fer monedes de níquel, com la del sèneca John Big Tree i el sioux Iron Tail. Va fer alguns actes publicitaris i va morir de pneumònia a la seva reserva.